# Храм Николая Чудотворца (Ширяево)
Храм во имя Святителя и Чудотворца Николая — утраченная православная церковь в селе Ширяево Самарской области.

## История
В 1735 году в селе Ширяево (в прошлом — Ширяев Буерак) была построена деревянная церковь во имя Богоявления Господня. В 1885 году в виду ветхости церковь снесли, а на её месте построили деревянную часовню. В 1894 году часовню преобразовали в тёплый деревянный храм с престолом в нём во имя Святителя и Чудотворца Николая. Причт состоял из священника и псаломщика; дома для них общественные на общественной земле . В 1930-х годах церковь закрыли, а затем была разрушена. Ныне на её месте установлен монумент в память о погибших в Великой Отечественной войне.